# Bruno Uher
Bruno Uher (* 12. März 1912 in Wien; † 31. Oktober 1976 ebenda) war ein österreichischer Musiker, Dirigent, Komponist und Arrangeur.

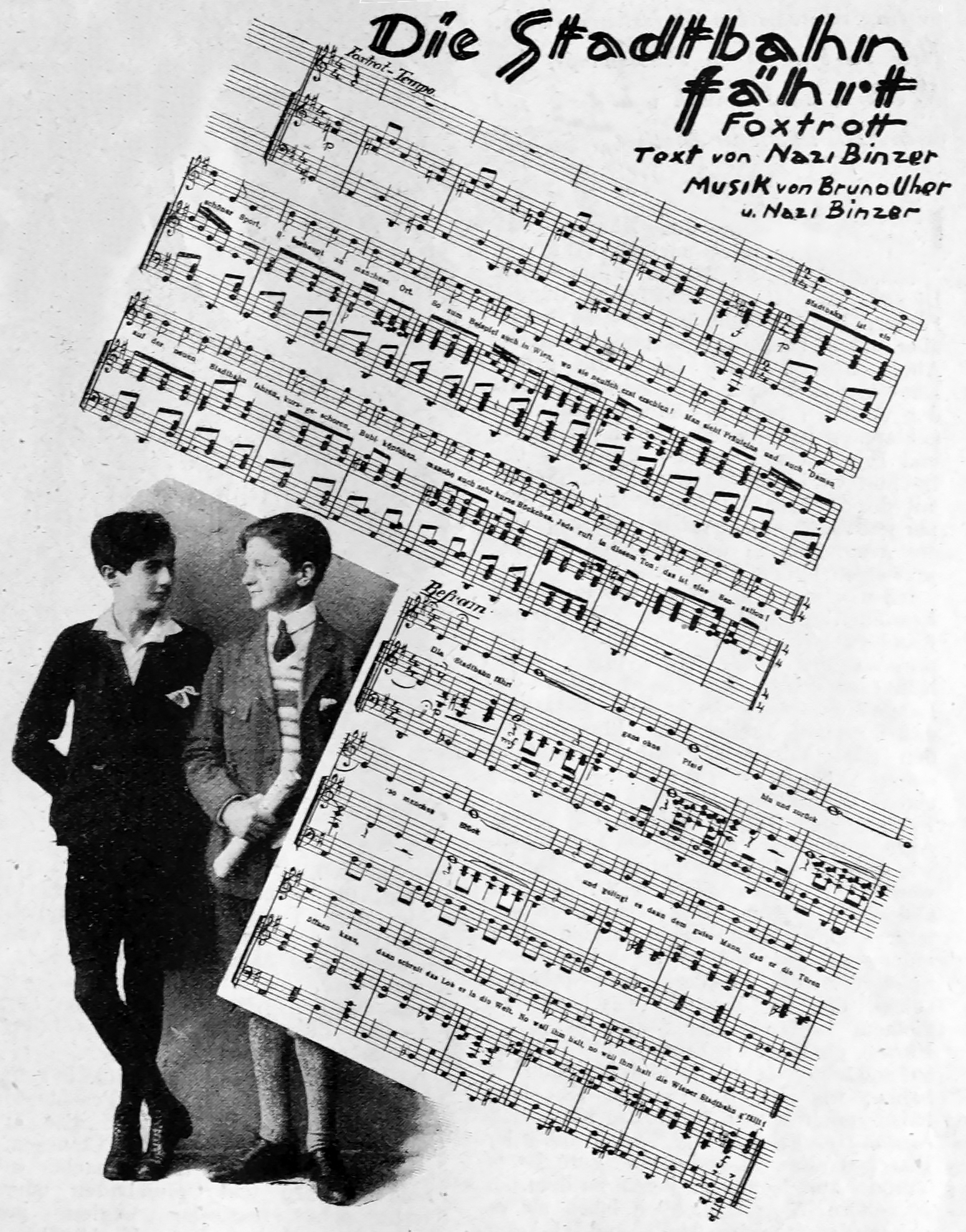
Bruno Uher (rechts) als Komponist im Alter von 14 Jahren (1926)

## Leben
Bereits mit 14 Jahren trat Bruno Uher als Komponist an die Öffentlichkeit. Mit 17 wurde ihm für die Wiener Erstaufführung von Fred Raymonds musikalischer Komödie Die Jungfrau von Avallon die Jazzbearbeitung übertragen. Mit 18 komponierte er die Filmmusik für den ersten österreichischen Sprech- und Tonfilm Stürmisch die Nacht (Regie: Kurt Blachy). Die darin vorkommenden Lieder Sag’ mir, Du liebst mich und Mein Liebster ist Matrose wurden in Wunschsendungen des Radios wiedergegeben. 1931 arrangierte Uher internationale Jazznummern für das Orchester von Charly Gaudriot. 1934 komponierte er mit Karl Inwald (1902–?) die Musik zur Revue Wir senden Liebe von Fritz Grünbaum und Artur Kaps.
Uher, in klassischer Musik ausgebildet, wurde vor allem nach dem Zweiten Weltkrieg als Komponist von Film-, Theater- und Schlagermusik bekannt. Seinen ersten Erfolg hatte er schon 1936/37 mit dem Wienerlied Ich hab’ mir für Grinzing ein’n Dienstmann engagiert. Über die Jahre wurde dieses Lied von vielen Interpreten gesungen, darunter Hermann Leopoldi, Peter Igelhoff, Hans Moser, Peter Alexander und Wolfgang Ambros.
Im Dezember 1942 wurde von Uher als Funker im Rang eines Gefreiten berichtet.
1943 wurden Uhers Bühnen-Arrangements und -Kompositionen am Wiener Stadttheater (Walzerträume) sowie an der Löwinger-Bühne (Die Mehlspeisbaronin von Rolf Gordon) aufgeführt.
Ab 1946 war Uher für geraume Zeit Hauskomponist des im Fürstenhof (Wien-Leopoldstadt, Praterstraße 25) 1945 eröffneten und 1951 geschlossenen Wiener Künstlertheaters.
In den 1950er- und 1960er-Jahren war Uher Leiter seines eigenen Tanzorchesters, mit dem er unteren anderem 1951 die Musik Ralph Benatzkys zum Spielfilm Verklungenes Wien (Regie: Ernst Marischka) einspielte sowie 1956 beim Wiener Opernball musizierte. 1950 erarbeitete Uher für das Gärtnerplatztheater in München eine musikalische Neufassung von Franz von Suppès Operette Fatinitza, die einen tiefen Eingriff in den Stil des Originals, mit zum Teil moderneren Tanzrhythmen, darstellt.
1962 schrieb er die Musik und den Text zum österreichischen Beitrag beim Eurovision Song Contest. Gesungen wurde das Lied von Eleonore Schwarz. Für viele Filme der 1950er- und 1960er-Jahre schrieb er die Musik. Dazu gehören Wiener G’schichten, Der keusche Adam und Skandal in Ischl.
Bruno Uher, am 31. Oktober 1976 an Kreislauf- und Herzversagen verschieden, wurde am 15. November 1976 auf dem Wiener Zentralfriedhof bestattet (Grab 34F/13/18), an seiner Seite ruht seine Ehefrau, Emilie Uher (1918–2009), eine Schwester Paul Löwingers.